# Шабленко, Александр Витальевич
Александр Витальевич Шабленко (род. 31 октября 1957) — советский легкоатлет, специалист по многоборьям. Выступал на всесоюзном уровне в конце 1970-х — начале 1980-х годов, чемпион летней Универсиады в Бухаресте, серебряный и бронзовый призёр чемпионатов СССР.

## Биография
Александр Шабленко родился 31 октября 1957 года. На соревнованиях представлял Москву.
Первого серьёзного успеха на взрослом всесоюзном уровне добился в сезоне 1978 года, когда на зимнем чемпионате СССР по многоборьям в Харькове с результатом в 5787 очков выиграл серебряную медаль в программе семиборья, уступив только москвичу Константину Ахапкину.
В 1980 году на зимнем чемпионате СССР в Ленинграде набрал в сумме всех дисциплин семиборья 5825 очков и стал бронзовым призёром позади Александра Невского из Гомеля и Сергея Желанова из Москвы. Позже на международных соревнованиях в Потсдаме установил свой личный рекорд в десятиборье (8294 очков), ставший седьмым результатом мирового сезона.
В 1981 году на соревнованиях в Киеве набрал в сумме 8070 очков. Будучи студентом, представлял страну на летней Универсиаде в Бухаресте — с результатом в 8055 очков превзошёл здесь всех своих соперников в десятиборье и завоевал золотую медаль.